# 仙台藩花山村寒湯番所跡

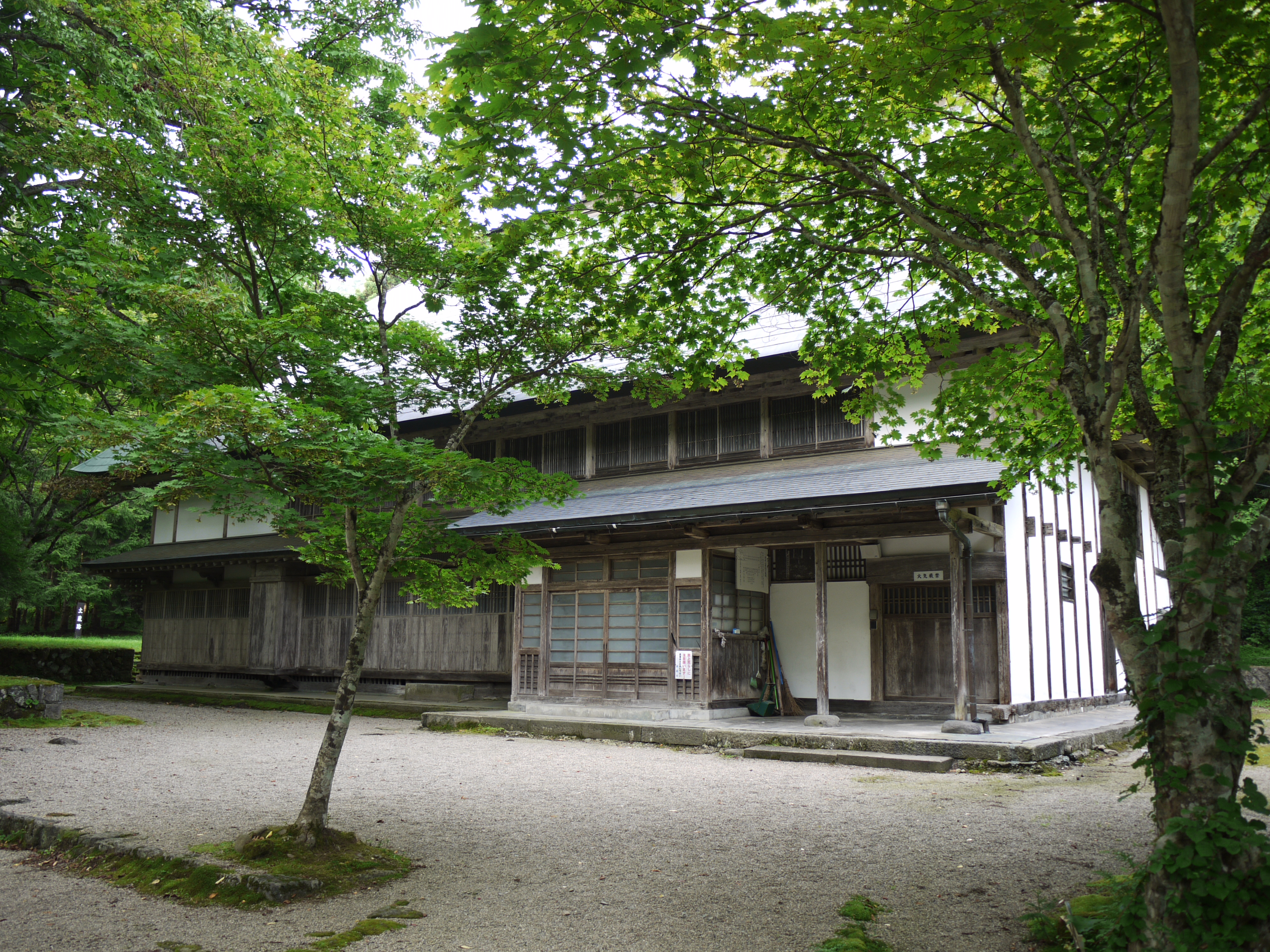
仙台藩花山村寒湯番所跡・役宅（国の史跡）

仙台藩花山村寒湯番所跡（せんだいはんはなやまむらぬるゆばんしょあと）は、かつて宮城県栗原市の旧花山村地域にあった仙台藩の番所の跡。江戸時代の関所形態を残す。国の史跡に指定されている。

## 概要
宮城県の築館宿から秋田県雄勝郡に通じる花山越え・小安街道の秋田口の関所で、正しい名称は「仙台藩仙北御境目寒湯御番所」という。
御境目番所となったのは、伊達政宗が岩出山入りした後の慶長年間からで、以後200余年間、往来する人と荷物の検問を行っていた。
建物としては、安政初期に改築された茅葺切妻造四脚門と関所守の居宅であった「役宅」が現存する。番所として機能していた藩政時代には、街道を跨いで建てられた門の正面に関所手形を検する検断所が設けられていた（建物は現存せず、跡が残る）。
釘を使わずに楔止めで建てられ、伊達家の紋を配している総ケヤキ造りの門の奥に、二階建の役宅がある。1963年（昭和38年）9月28日に国の史跡に指定された。

## 開館
- 期間　4月～11月
- 時間　午前9時～午後4時30分

## 入館料
- 一般200円、高校生以下100円（役宅に入る場合に必要）

## 所在地
- 宮城県栗原市花山本沢温湯

## アクセス
- 東北自動車道築館ICから車で約55分

駐車場 普通車/30台
2019年3月までは、東北新幹線くりこま高原駅から、栗原市民バス若柳線（築館総合支所前乗換）花山線65分「座主」下車、栗原市民バス花山地区市民バス（土日・休日運休）乗換23分「御番所前」が最寄りであったが、2019年4月より花山地区市民バスは地元住民の事前予約制による「乗合デマンド交通」に移行したため、一般客が利用できる公共交通はなくなった。